# Lidmila Kapičková-Kudrnová
Lidmila Kapičková-Kudrnová, pokřtěná Ludmila Cecilie Kudrnová, (20. listopadu 1886 Vrbka – ?) byla česká pedagožka, spisovatelka a historička.

## Životopis
Rodiče Lidmily byli Josef Kudrna, řídicí učitel ve Vrbce, a Marie Kudrnová-Tvrdíková. Měla sedm sourozenců (Jaroslav, Bohumil, Emílía, Arnošt, Anežka, Rosa, Pavlína), po Pavlíně byla druhou nejmladší.
Lidmila Kapičková-Kudrnová byla profesorka reálného gymnázia v Berouně. Odpadla od církve římskokatolické roku 1920. Pracovala v oboru literatury a literární historie. Vydávala studentský almanach Naše Profily aj. Jejím manželem byl středoškolský profesor Vincenc Kapička (1. 9. 1883 Pardubice – 24. 2. 1940 Praha). Bydlela v Hořovicích.

## Dílo

### Próza
- Hold matkám – Hořovice: Lidmila Kudrnová, 1925
- Josef Jungmann: k 150. výročí jeho narozenin – Hořovice: Učitelský ústav, 1927
- Spisovatelé a básníci v Podbrdsku

### Divadelní hry
- Studentská láska: veselohra – 1925

### Redakce
- Almanach abiturientů učitelského ústavu v Hořovicích 1924–1928 – Hořovice: Učitelský ústav, 1928